# Juan Luis Giménez
Juan Luis Giménez (o Logan) (París, 1959) és un cantant i guitarrista espanyol, més conegut com a fundador i membre del grup «Presuntos Implicados». És germà de la cantant Soledad Giménez.
El setembre de 2010, va crear la discogràfica MusicQuariuM.

## Discografia amb «Presuntos Implicados»
| Any  | Nom del disc                               | Discogràfica | Comentaris                                                                                   |
| ---- | ------------------------------------------ | ------------ | -------------------------------------------------------------------------------------------- |
| 1985 | Danzad, Danzad Malditos                    | RCA          | Descatalogat. Reeditat el 1993                                                               |
| 1987 | De Sol a Sol                               | Intermitente | Reeditat per WEA el 1990                                                                     |
| 1989 | Alma de Blues                              | WEA          |                                                                                              |
| 1991 | Ser de Agua                                | WEA          |                                                                                              |
| 1994 | El Pan y la Sal                            | WEA          |                                                                                              |
| 1995 | La Noche                                   | WEA          | Doble CD en directe. Llançat en també en format VHS. Descatalogat i editat en un CD Resumen. |
| 1997 | Siete                                      | WEA          |                                                                                              |
| 1999 | Versión Original                           | WEA          |                                                                                              |
| 2001 | Gente                                      | WEA          |                                                                                              |
| 2003 | Grandes Éxitos. Selección Natural          | WEA          | Doble CD recopilatori més DVD.                                                               |
| 2003 | Selección Inédita                          | WEA          |                                                                                              |
| 2005 | Postales                                   | WEA          | Editat en dues versions: la normal amb 12 cançons, l'especial amb 14.                        |
| 2006 | Todas las Flores - La Colección Definitiva | WEA          | CD recopilatori + DVD                                                                        |
| 2008 | Será                                       | WEA          | CD amb la nova vocalista de Presuntos, Lydia Rodríguez Fernández.                            |

## Discografia de Logan
| Any  | Nom del disc    | Discogràfica | Cançons                                             |
| ---- | --------------- | ------------ | --------------------------------------------------- |
| 2003 | Música-Avanzada | WEA          | Compost de 11 cançons.                              |
| 2005 | Lúmina          | WEA          | Compost de 10 temes.                                |
| 2007 | Fémina          | WEA          | Compost de 9 cançons amb veus femenines convidades. |
| 2010 | Nuntius         | MusicQuariuM | Disc-relat amb 9 cançons.                           |